# قائمة الأحزاب السياسية السابقة في مصر
وُجدَت الأحزاب السياسية في مصر منذ أواخر القرن التاسع عشر، وتطورت في تنظيمها وبُنيتها منذ ذلك الوقت إلى اليوم. تسرد هذه المقالة الأحزاب السياسية التي كانت موجودة في مصر منذ القرن التاسع عشر وحتى الوقت الحاضر. بالنسبة للحالة الحالية، طالع قائمة الأحزاب السياسية في مصر.

## التاريخ
كان ظهور الأحزاب السياسية في مصر في القرن العشرين انعكاسًا للتفاعلات الاجتماعية والاقتصادية والثقافية، فضلًا عن بعض الظروف التاريخية والوطنية والسياسية، التي أدَّت إلى إنشاء وتطور مؤسسات الإدارة الحكومية والمجتمع الحديثة، مثل البرلمان والوزراء والأحزاب السياسية والنقابات وغيرها. وكان هذا الظهور تدريجيًا ومرَّ بمراحل متتالية. وقد تشكلت الأحزاب السياسية في البداية على شكل جمعيات سرية ثم أعقب ذلك تشكيل الجماعات السياسية.
الحزب الوطني - لا ينبغي الخلط بينه وبين الحزب الوطني الديمقراطي (NDP) الذي تأسس لاحقًا - كان أول حزب، أسسه مصطفى كامل في عام 1907. وفي أقل من عشر سنوات، كان هناك تنوع كبير في هذه الأحزاب؛ في طبيعتها، وتشكيلها، وتنظيمها، وقوتها، وقاعدتها الشعبية، وبرامجها. كانت هناك أحزاب وطنية، ومجموعات تهيمن عليها القصر الملكي، وأخرى شكلتها سلطة الاحتلال، فضلًا عن أحزاب أيديولوجية تعبر عن أيديولوجيات معينة.
في الفترة من 1907 إلى 1920، كانت الأحزاب السياسية المشكلة بالفعل في مصر بمثابة إشارة بداية لانتشار المزيد من الأحزاب؛ إلا أنها تعرضت للتقييد بسبب الاحتلال البريطاني وتبعية مصر للإمبراطورية العثمانية. وقد أدى إعلان الاستقلال المصري من جانب واحد في فبراير 1922 وصدور دستور 1923 إلى إقامة حكم دستوري ملكي يقوم على التعددية الحزبية ومبادئ الديمقراطية الليبرالية.
خلال الفترة 1923-1952 شهدت مصر تجربة متميزة غنية بالممارسات السياسية والديمقراطية، إلا أن هذه التجربة شابتها العديد من العيوب مثل الاحتلال البريطاني والتدخل الأجنبي في شؤون مصر وتدخل القصر الملكي في الحياة السياسية. ومع اندلاع ثورة تموز 1952 عمل النظام المصري على تصفية المعارضة. وفي يناير 1953، صدر قانون يقضي بحل الأحزاب السياسية وتبني نظام الحزب الواحد. وقد كان صدور قانون الأحزاب عام 1977 دليلاً على دخول النظام السياسي في مصر رسمياً إلى عصر التعددية الحزبية.

## الملكية (1850-1952)
- حزب الأمة ، حزب وطني معتدل (1907-1925)
- الحزب الوطني ، حزب وطني محافظ مناهض للإمبريالية (1907-1953)
- الوفد المصري، حزب وطني ليبرالي (1919-1953)
- الحزب الليبرالي الدستوري
- الحزب الفيدرالي
- حزب الشعب ، حزب إسماعيل صدقي المعارض لحزب الوفد (1930-1946)
- حزب الاتحاد، حزب ملكي
- الحزب السعدي المؤسسي، تأسس عام 1938، سمي على اسم سعد زغلول
- حزب الإخوان المسلمين، حزب الإخوان المسلمين (1930-1946) الذي أسسه حسن البنا (1930-1946) كان حزبًا إسلاميًا يمينيًا متطرفًا ذو دلالات وطنية.

## فترة ما بعد الاستقلال (1953-1977)
بعد ثورة 1952، حظر مجلس قيادة الثورة الأحزاب السياسية، وأُسس حزب حكومي واحد لحشد الدعم للحكومة. وقد حلت محلها أحزاب مماثلة، تركزت على دعم الحكومة والرئيس جمال عبد الناصر. وظل الوضع على هذا النحو في عهد خليفة ناصر أنور السادات، خلال السنوات السبع الأولى من حكمه، قبل السماح بإجراء انتخابات متعددة الأحزاب مرة أخرى في عام 1977.
- تجمع التحرير (1953-1957)
- الاتحاد الوطني (1957-1962)
- الاتحاد الاشتراكي العربي (1962-1978)

## التعددية الحزبية المقيدة (1977 - 25 كانون الثاني2011)
• الحزب الاشتراكي الليبرالي (1976 - 2011).
• الحزب الوطني الديمقراطي (1978 – 2011).

## بعد ثورة 2011
- حزب الحرية والعدالة (2011 - 2014)